# Winterquartiere der Mopsfledermaus in der Rhön
Winterquartiere der Mopsfledermaus in der Rhön este o arie protejată (arie specială de conservare — SAC, sit de importanță comunitară — SCI) din Germania întinsă pe o suprafață de 0,02 ha, integral pe uscat.

## Localizare
Centrul sitului Winterquartiere der Mopsfledermaus in der Rhön este situat la coordonatele 50°32′33″N 10°07′44″E / 50.5425°N 10.1289°E.

## Înființare
Situl Winterquartiere der Mopsfledermaus in der Rhön a fost declarat sit de importanță comunitară în martie 2001 pentru a proteja 3 specii de animale. Situl a fost protejat și ca arie specială de conservare în aprilie 2016.

## Biodiversitate
Situată în ecoregiunea continentală, aria protejată nu include niciun habitat protejat.
La baza desemnării sitului se află mai multe specii protejate de  mamifere (3): liliac cârn (Barbastella barbastellus), liliac cu urechi mari (Myotis bechsteinii), liliac comun (Myotis myotis).
Pe lângă speciile protejate, pe teritoriul sitului au mai fost identificate 3 specii de mamifere.